# Teater i Haga
Teater i Haga är en ideell förening som grundades 2001 med syfte att sätta upp en friluftsteater i Hagaparken i Stockholm. Teatern har producerat sammanlagt tretton musikteaterföreställningar för familjepublik, huvudsakligen i Haga slottsgrund i Solna. Föreställningarna har haft en berättande spelstil och ackompanjeras ofta av folkmusik.
Teatern startades som ett samarbetsprojekt mellan Teater SAT, Studiefrämjandet och Kungliga Djurgårdens förvaltning redan år 1999, men den ideella föreningen startades år 2001. Teater SAT hade då satt upp teaterproduktioner i Haga slottsgrund sedan 1989.
Bobo Lundén var konstnärlig ledare för teatern mellan år 2000-2010. Därefter tog Sebastian Ring över det konstnärliga ledarskapet. 

## Produktioner
| Premiärår | Pjäs                            | Regi           | Scen                               |
| --------- | ------------------------------- | -------------- | ---------------------------------- |
| 2000      | Bröderna Lejonhjärta            | Bobo Lundén    | Haga slottsgrund                   |
| 2002      | Ronja Rövardotter               | Bobo Lundén    | Haga slottsgrund                   |
| 2003      | Nils Holgersson                 | Bobo Lundén    | Haga slottsgrund och turné         |
| 2005      | Singoalla                       | Bobo Lundén    | Haga slottsgrund                   |
| 2006      | Mio min Mio                     | Bobo Lundén    | Haga slottsgrund                   |
| 2007      | Mordet på min pappa kungen      | Bobo Lundén    | Haga slottsgrund                   |
| 2007      | Bellmans apostlar               | Bobo Lundén    | Turné                              |
| 2009      | Loranga, Masarin och Dartanjang | Bobo Lundén    | Haga slottsgrund                   |
| 2010      | Mirandas saga                   | Görel Crona    | Haga slottsgrund                   |
| 2012      | Grimmisch                       | Stefan Moberg  | Haga slottsgrund                   |
| 2013      | Dunderklumpen                   | Sebastian Ring | Haga slottsgrund                   |
| 2014      | Vem ska trösta Knyttet?         | Bobo Lundén    | Koppartälten, Berwaldhallen, turné |
| 2016      | Pojken och Stjärnan             | Bobo Lundén    | Koppartälten, Berwaldhallen        |

## Konstnärer verksamma på Teater i Haga
- Isabel Reboia
- Görel Crona
- Esmeralda Moberg
- Stig Ossian Ericsson
- Julia Högberg
- Jakob Hultcrantz Hansson
- Hans Caldaras
- Domino Kai
- Aleksa Lundberg
- Irmelin
- Mattias Redbo
- Frans Wiklund
- Petter Berndalen
- Martin Eliasson
- Anders Byström
- Olle Lindvall